# Jastrabská skala
Jastrabská skala je přírodní památka v oblasti Štiavnické vrchy.
Nachází se v katastrálním území obcí Jastrabá a Bartošova Lehôtka v okrese Žiar nad Hronom v Banskobystrickém kraji. Území bylo vyhlášeno či novelizováno v roce 1975 na rozloze 8,46 ha. Rozloha ochranného pásma byla stanovena na 12 hektarů.